# Château de Herces
Le château de Herces est un château français de style néoclassique situé dans l'actuelle commune de Berchères-sur-Vesgre dans l'actuel département d'Eure-et-Loir et la région Centre-Val de Loire. Il a été construit en 1772 par Jacques-Denis Antoine, architecte de l'hôtel des Monnaies à Paris, et des châteaux de Marville-les-Bois et du Buisson-de-May, pour l'intendant des finances Charles Robert Boutin.

## Histoire
La terre de Herces appartenait en 1137 à Amaury III de Montfort, comte d'Évreux. Un château fut construit entre le XIVe et le XVe siècle par la famille de Simon de Richebourg.
Au XVIIe siècle, la terre et seigneurie de Berchères et le fief de Herces appartenaient à la famille des chevaliers du Buc, alias du Buc-Richard. Gédéon et Jean du Buc furent seigneurs successifs, selon les actes d'état-civil de l'Ancien Régime.
En 1710, Louis Colbert (1667-1714), comte de Lignières, dernier fils de Colbert, acheta le domaine qui fut revendu en 1760 à M. de Beaumanoir.
Le domaine est acheté par Charles-Robert Boutin en juillet 1773. L'intendant des finances confie alors la modification des lieux à Jacques-Denis Antoine, architecte de l'hôtel des Monnaies à Paris et à son assistant Cyr-Jean Vivenel. Ce dernier est qualifié dans les registres paroissiaux de Berchères-sur-Vesgre, en 1779, "d'architecte du château de herses". Charles Robert Boutin conserve le domaine jusqu'en 1791.
Exactement à la même époque, la sœur de Charles Robert Boutin, Marie Charlotte Madeleine Boutin, vicomtesse de Montboissier, fit construire non loin de là le château de Montboissier à Montboissier par l'architecte du roi Nicolas Marie Potain.
Le château appartenait au début 2009 aux cheikhs Mohammed Bin Butti Hamid Al Hamid, président de la municipalité d'Abou Dabi, et Saïf Bin Mohammed Bin Butti.

## Architecture
De plan ramassé, ce remarquable château, élevé sur trois étages, se signale avant tout par le fait que, comme le Petit Trianon, il présente quatre façades différentes sous un entablement continu.

## Protection
- Le château est inscrit sur l'inventaire supplémentaire des monuments historiques par arrêté du 12 mai 1950[2].
- Le bâtiment à usage de laiterie et de pigeonnier est classé parmi les monuments historiques par arrêté du 24 septembre 1955[2].

## Sources
- Michel Gallet, Les architectes parisiens du XVIIIe siècle, Paris, Éditions Mengès, 1995  (ISBN 2-85620-370-1)